# Casa consistorial de Alcañiz
La casa consistorial de Alcañiz es un edificio renacentista construido en el siglo XVI, siguiendo un modelo de construcción extendido por el territorio aragonés que utiliza las estructuras constructivas de las casas señoriales para realizar edificios para uso público.
El edificio de la casa consistorial, al igual que ocurre con la anexa lonja,  fue declarado Monumento histórico-artístico el 3 de junio de 1931, y se publicó la declaración en la Gaceta de Madrid de 4 de junio del mismo año. A partir de 1985 pasó a considerarse como Bien de Interés Cultural. Ya entrado el siglo XXI, el día 16 de abril de 2004, el Boletín Oficial de Aragón  publica la Orden de 22 de marzo de 2004, del Departamento de Educación, Cultura y Deporte, por la que se completa la declaración originaria de Bien de Interés Cultural de la denominada «Casa Consistorial y Lonja» en Alcañiz (Teruel), conforme a la Disposición Transitoria Primera de la Ley 3/1999, de 10 de marzo, de Patrimonio Cultural Aragonés.

## Historia
La Villa de Alcañiz inicia gestiones para la construcción de un edificio que desempeñe las funciones de casa consistorial antes de mediados del siglo XVI, en concreto en 1547, hasta que finalmente consiguió acabar una construcción para tales fines el año 1570. De todos modos la datación se hace de modo aproximado ya que no existen documentos como el contrato o la capitulación de la obra, que avalen los años indicados.
Se crea un nuevo espacio urbano, la Plaza Mayor, en sustitución del eje tradicional de la villa durante la Edad Media, la Calle Mayor. Este nuevo concepto urbano surge de las nuevas concepciones de la arquitectura renacentista que ya se había ensayado en los estados italianos, algunos de los cuales formaban parte de la Corona de Aragón.
El edificio está construido formando ángulo de noventa grados con la lonja, y padeció sucesivas reformas y ampliaciones (sobre todo en su interior) con el paso de los años. Puede considerarse el último tercio del siglo XVIII el final definitivo de este proceso de reformas, que concluye con la colocación (con una inscripción con el año 1742), en el vano central de la fachada principal del edificio a nivel de la planta noble, del escudo de la villa, pese a las inscripciones que se conservan en el gran patio interior en el que se rememoran por un lado la construcción (en el año 1570) como la ampliación barroca (1797).
En 1977 se consideró la posibilidad de su restauración y se redactó un proyecto dirigido por Luis A. Moreno y Fernando Murria.
Desde 1982 a 1984 se han llevado a cabo diversas fases de restauración.
En 1996, a raíz de la publicación de un mural inédito descubierto y estudiado por Juan José Barragán en un palacio de la Calle Mayor de Alcañiz, el Ayuntamiento realizó su compra, el Gobierno de Aragón su restauración, y el Ayuntamiento su posterior colocación en la sala baja del edificio, con la intención de imitar su función original en un palacio de estilo gótico destruido actualmente, donde presidía las Casas Comunes medievales de la villa. Este mural de grandes dimensiones se formaba de tres escenas, relativas al ciclo de la pasión y resurrección de Cristo, de las cuales se conservan dos: la crucifixión y la psicostasis, o pesado de las almas por San Miguel. Su función excede la meramente decorativa, pues en el estudio se demuestra que tenían una función, gracias a un documento relativo a la decoración mural de las Casas Comunes de Valencia, donde se detallan las mismas escenas para la decoración de su salón principal, donde se realizaban los juicios del concejo. Actualmente se le conoce como Mural de la Justicia.

## Descripción
Se trata de un edificio de tres pisos con dos fachadas de diferente factura. La fachada principal es de fábrica de sillar, mientras que la lateral utiliza como material constructivo el ladrillo sobre basamento de piedra.
La fachada principal presenta tres alturas separadas por potentes cornisas, mientras que la fachada lateral, que también tiene tres alturas, éstas se separan mediante impostas de piedra con molduras poco resaltadas en la primera altura, mientras que se utiliza ladrillo en las dos últimas.
La planta baja, en la fachada principal se abre en su eje central en arco de medio punto con decoraciones diversas, y flanqueado por pilastras también trabajadas. A ambos lados, se abren dos ventanas adinteladas con molduras. El friso de separación decorado y terminado con una cornisa en voladizo. Por su parte, la planta baja de la fachada lateral presenta un paramento liso con una única abertura, la de la puerta lateral en forma de arco de medio punto, que presenta a su vez sendas ventanas a ambos lados de la misma.
La segunda planta presenta dos ventanas adinteladas sobre zapatas que a su vez apean en pilastras rehundidas. Los vanos presentan columnas de fuste cilíndrico y estriado con capiteles jónicos a modo de marco y éstas soportan el friso y el frontón triangular con el que se remata la decoración de los mismos. Entre ambos vanos queda espacio para un posible vano central que estaría cegado y en lugar del cual se colocó en 1771 el escudo de la ciudad de Alcañiz.

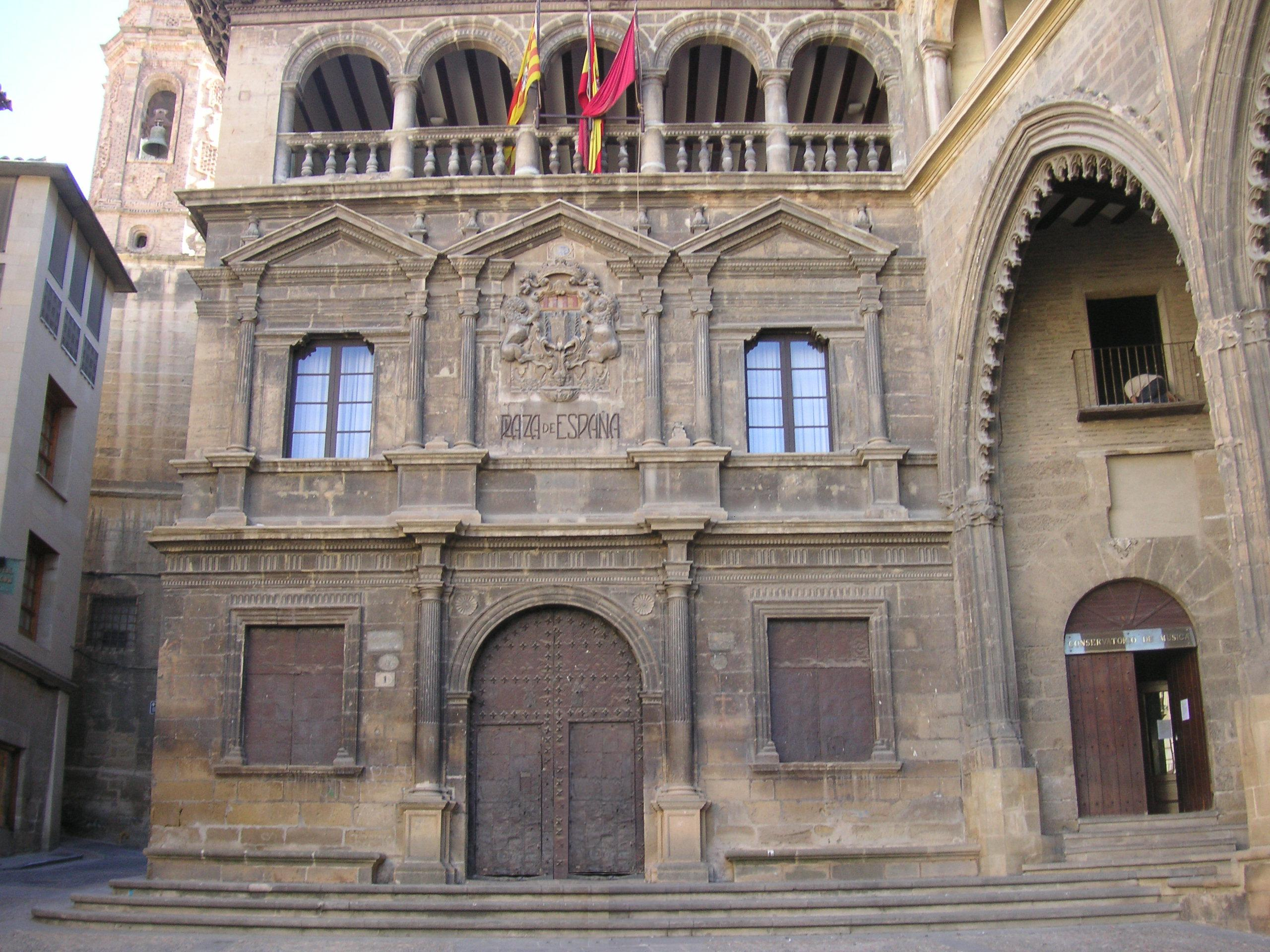
fachada principal.
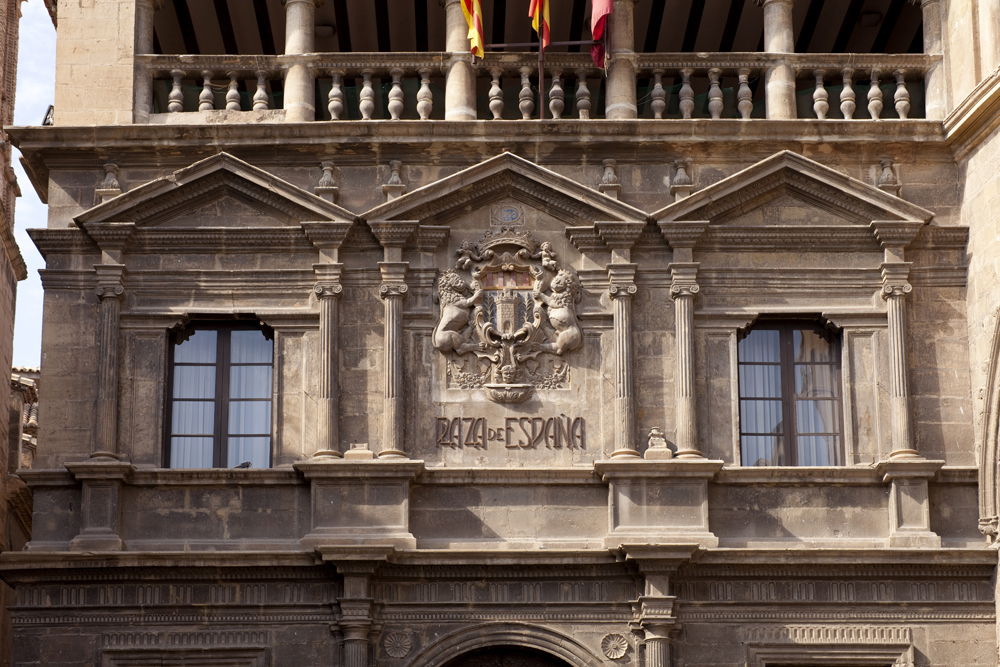
detalle planta segunda.
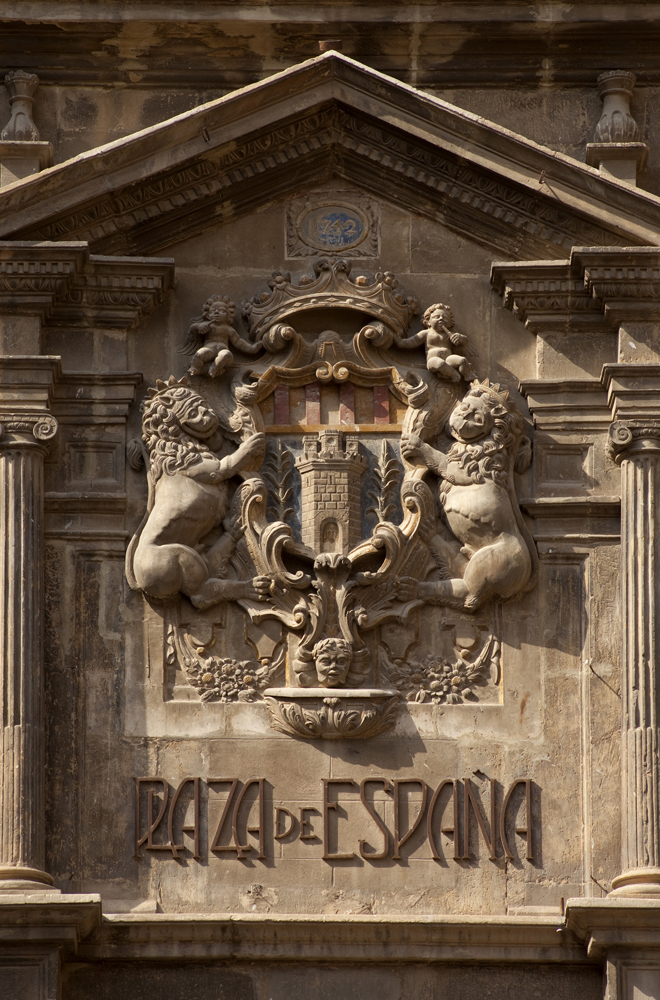
detalle escudo de la villa.

Por su parte, la planta segunda de la fachada lateral, de fábrica de ladrillo presenta un total de cinco balcones con dintel y como decoración presenta una franja de esquinillas que recorren horizontalmente la fachada.
Por último, la planta superior presenta una galería de arcos de medio punto en un total de cinco arcos, con dovelaje acanalado y apoyados en columnas de fuste liso. Para rematar la fachada hay un alero de madera muy volado.
Por su parte lo más destacado de su interior es la irregularidad del espacio, tanto por las sucesivas reformas como por las ampliaciones padecidas, sobre todo durante el siglo XVIII. Queda interiormente una planta rectangular en torno a tres crujías paralelas.
Existe un patio a nivel de la planta baja, con siete columnas, que ocupa las crujías delantera y central. Desde este patio, y a través de unas escaleras, se puede acceder a la planta noble, la cual queda determinada por la disposición del Salón de Sesiones (con una cubierta realizada en madera arquitrabada) en la crujía delantera. Junto a esta estancia hay un "quarto" para los oficiales del concejo, en la crujía central, en la crujía posterior se puede observar la ubicación del archivo y la escribanía.
Por su parte la planta superior se distribuye de manera idéntica a la planta noble ocupando la crujía principal el Salón de Recepciones.